# 卢恩光
卢恩光（1958年—），原名卢方全，山东阳谷人，曾任中华人民共和国司法部政治部主任，一级警监。因年龄、入党材料、工作经历、学历、家庭情况等全面造假被称为“五假干部”、“五假副部”。2017年播出的由中央纪委宣传部、中央巡视办、中央电视台制作的电视专题片《巡视利剑》称其为“改革开放以来一起罕见的个人情况全面造假”的典型案件。

## 生平

### 早年
卢恩光少年时在东北生活，后随家人回到家乡山东省聊城市阳谷县高庙王乡刘化育村读高中，他语文成绩优秀，但数学成绩较差，整体成绩一般，多次高考均落榜。自幼喜爱武术，高中毕业后曾一度在家教人习武。为人乐善好施，喜欢搞一些小发明，但也经常带人打架，逐渐形成了一方势力。
1980年代末到1990年代初，卢恩光发明了双层玻璃杯，在家乡经营一家私营企业山东省方舟集团公司，生产的诺亚双层玻璃杯畅销全国，迅速攒下上亿元人民币的身家，但他认为经商再有钱也不如当官有地位，一心想当官。
当时的各级学校流行开办校办企业。1990年，卢恩光找到高庙王乡中学和县教育局、财政局等多个部门，依靠县财政局下拨的20万元贷款作为扶持资金，创办了名义为校办企业、实则由其私人掌控的阳谷县科仪厂，发明了多功能快速绘图仪，并获得了国家专利，但这项发明的实用性当时就被县教育局一位副局长质疑，之后也未能推广开来。这一步被视为卢恩光「空手套白狼」的开端。有知情者称，卢恩光并未在日后償还这笔钱，而是由作保的县教育局代还。

### 混入党内和公职人员队伍
1992年，卢恩光见高庙王乡有的企业老板名片上印有“公司党委书记”头衔，心生羡慕，萌生了混入中国共产党的念头。按照正常程序，自申请到入党至少需要一至两年，卢恩光觉得太慢，乃找到中共高庙王乡党委书记李恒军帮忙。李恒军收了卢恩光5000元人民币，「突击发展」卢恩光入党。《入党申请书》和《入党志愿书》是1992年同时写、同时交的，并特意将《入党申请书》的时间倒填两年为1990年。高庙王乡党委开会时，李恒军将卢恩光的《入党志愿书》拿上去，党委副书记和成员们也都不看，表决通过，卢恩光就此入党，公司也成立了党支部，卢恩光认为自己多了个头衔。
此后，卢恩光通过工作经历造假混入公职人员队伍。他的企业当时挂靠在高庙王乡中学，他请托校长张庆祥帮他出具了假的民办教师履历材料，再用该材料申报转为公办教师，从而获得了国家干部身份。他自称从1984年开始在高庙王中学任教，但在学校的工资单上，他的名字在1995年成为公办教师后才出现；他还自称曾经担任该校分管勤工俭学的副校长，但从未去学校上过班。

### 阳谷县时期
1993年，聊城地区出台“民营企业家挂职科技副乡长”政策，卢恩光用现金贿赂中共阳谷县委书记安世银、县委组织部部长姜峰，当上了高庙王乡科技副乡长（虚职，无行政级别，无专门办公室），卢恩光认为自己从此“当官了”。很快，卢恩光被任命为中共高庙王乡党委副书记（副科级），职务由虚变实。1994年，卢恩光被评为山东省十大杰出青年。
1995年12月，卢恩光连续申请了四项专利，分别是“一种双体玻璃瓶”、“一种双体玻璃容器筒”、“一种夹层玻璃瓶”和“双层艺术玻璃容器”。从设计图纸上看，四种玻璃容器不断改进，有了双层玻璃杯的雏形。卢恩光的中国方舟集团生意日益红火，经常有领导前往视察。卢恩光曾向公司中层灌输说假话的理念：“不说假话干不成大事。你说十句假话，别人信一句你就赚了。”
1997年底，阳谷县四大班子换届，卢恩光花费重金请托中共聊城地委书记张敬涛、阳谷县委副书记汪文耀等领导干部，当选为阳谷县政协副主席（副处级）。
做了县领导的卢恩光发现，自己还是只被当作老板，不被当作领导，意识到必须脱掉企业这层“壳”。为求仕途发展，卢恩光将企业逐步转移到哥哥、侄子等人名下，自认为完成了从商人到领导干部的转型，但是实际上他开设的注册资本总额上亿元人民币的5家企业（山东省方舟集团公司、山东省阳谷县科仪厂、山东阳谷玻璃工艺制品厂、山东阳谷古阿井阿胶厂、北京天方饭店管理有限公司），直到他落马都一直是他自己在幕后控制，官商集于一身。
1999年2月，卢恩光听从河南某创意策划公司创办人刘万奎的建议，携《致全国企业界的一封倡议信》，以企业家的身份向中央军委、总后勤部等有关部门捐款1000万元用于航空母舰的建造，虽然这笔捐款因为涉密和“想法幼稚”的原因被有关部门拒绝，但在卢恩光的再三央求下，总参谋部负责人还是给他出具了证明。在刘万奎的运作下，卢恩光虽然因为“没有政治素质”而没有得到中央一级媒体的报道，但还是得到了其他官方媒体的宣传，此事又恰逢美国轰炸中国驻南联盟大使馆事件，卢恩光捐航母的报道被一名参加游行的学生放大贴在示威的牌子上，引发公众共鸣，因此名声大噪。卢恩光的企业还实施双拥“111”工程（为在部队立功受奖的战士免费传授一门技术，设立100万元基金用于奖励科技练兵的拔尖人才，提供1000个岗位安置军嫂上岗就业）。在他的家乡随处可见以“方舟”命名的学校、超市、商场、书店等。他还曾为老家修柏油路，逢年过节给村里的贫困户送礼品，就连父亲去世，他也只是记下了随礼者的名字，份子钱则一律婉拒，得到了乡亲们的一致好评，刘化育村口因此有了一座他的“德行碑”。当地人在他落马后还在感念他对当地做出的贡献，对他犯的错误表示惋惜。在卢恩光落马前，聊城市总工会官网介绍，他拥有50多项发明创造，其中28项（包括多功能快速绘图仪）为国家专利，曾荣获山东省劳动模范和全国劳动模范。

### 转战省城
1999年5月，经卢恩光花钱请托，山东省政协因人设岗，增设鲁协科技开发服务中心，将卢恩光调任该中心副主任（副处级），一年多后升为该中心主任（正处级）。山东省政协办公厅人事处工作人员在为卢恩光办理手续时发现他的档案严重不全，学历、任免文件、工资表等材料缺失，但由于省政协党组已经拍板决定，工作人员只是要求卢恩光补全档案了事，至于补来材料的真假则无人关心，卢恩光就此拥有了完整的档案。所谓鲁协科技开发服务中心实际上是山东省政协的创收渠道，卢恩光去不去上班也无人在意。
2000年，曾在1994年（比卢恩光早一年半）获得“双壁式口杯”专利授权的吉林农民董玉杰希望能从卢恩光的中国方舟集团获得一笔专利使用费，在与方舟集团负责人协商后，写下拿到四百万元后不做伤害方舟之事的保证书。董玉杰在与方舟集团负责人一同前往邮局汇款时被等候多时的刑警逮捕，一审被阳谷县人民法院以敲诈勒索罪判处有期徒刑七年，聊城中院二审减为四年，服刑期间依然没有放弃为自己申诉。湖北商人周小波和河北商人李树增也曾因假冒专利罪被判有期徒刑两年，但他们均自称使用的是董玉杰已经过期的专利，而非卢恩光的专利，因此申请宣布卢恩光的专利为无效。周小波案是中华人民共和国第一起假冒专利案。两起事件足以证明卢恩光的双层玻璃杯实为抄袭而来，也足以说明卢恩光的凶狠和金钱开道、官商勾结的能力。

### 进京任职
2001年，卢恩光安排自己的企业拿出500万元人民币，通过其他企业捐给中国残疾人联合会下属的华夏时报社，谎称是自己拉来的捐款，由此得以调入华夏时报社任副社长（副局级），从此来到北京工作。2003年，他再次拉来1000万元人民币的所谓赞助，实际上仍是他自己的企业出的钱，从而提任正局级。2001年3月到2007年6月，历任华夏文化出版集团筹备组副组长，华夏日报社社长、党委书记，中共遂宁市委副书记（挂职），中国残疾人福利基金会副理事长兼秘书长。在报社任职期间曾在学术期刊发表四篇关于新闻传播学的学术论文，2005年至2007年在中国社会科学院法学研究所博士后流动站从事诉讼法学研究。
卢恩光把升迁钻营当做事业，从1997年到2003年的六年间，凭借金钱开道，他的升迁速度达到了惊人的“一年换一岗，六年提六级”，从乡镇到县城到省城再到首都。但是，卢恩光认为报社并非党政机关，想调入政法、组织、纪检等实权系统。为此，卢恩光给自己制定了“三个狠抓、两个满意”，即“狠抓工作、狠抓领导、狠抓群众”，“让领导满意、让群众满意”。
2007年6月到2009年5月，历任劳动和社会保障部办公厅巡视员兼副主任，人力资源和社会保障部劳动监察局巡视员兼副局长。期间曾发表两篇关于司法制度的学术论文，被认为是为日后转战司法部做准备，其中《论我国审前羁押制度的完善》一文抄袭率被指高达60%。

### 官升副部
2009年5月到2015年11月，历任司法部政治部副主任、副主任兼人事警务局局长。2015年11月起，任司法部政治部主任、党组成员，跻身副部级高官行列。为了调动和升职，卢恩光没有住在司法部安排的流转房，而是在司法部附近租房居住，以便经营和司法部有关领导的关系。卢恩光把领导的生活照顾得无微不至，因此在组织选拔副部级干部时获得司法部有关领导的多次推荐。期间在《农民日报》发表题为《把农民作为普法重点对象》的文章，还曾以博士后代表的身份在中国社会科学博士后制度实施二十周年活动上发言。
升为副部级干部意味着卢恩光成了中管干部，也就成了中央巡视组、中央纪委重点监督的对象。中共中央提出“全面从严治党”，卢恩光的档案全面造假，东窗事发的危险越来越大。卢恩光实际上仅断续读完高中，但他不断“完善”自己的学历，通过购买、送礼、蒙混，卢恩光先后获得了本科（中共山东省委党校函授、聊城师范学院函授）、硕士、管理学博士（同济大学）文凭，以及中国社会科学院博士後的研究经历。卢恩光本是1958年出生，但篡改为1965年，从而在历次干部选拔中有了年龄优势。他隐瞒了严重超生的情况。就连“卢恩光”这个名字都不是他的本名，而是他后来改的，意为“感恩父母、光宗耀祖”。

## 落马

### 巡视
2016年2月，十八届中央第九轮巡视对国家发改委、民政部、司法部等32家单位党组织开展专项巡视。中央第六巡视组（组长陈瑞萍，副组长陈毓江、吴浩、高伟明）专项巡视司法部党组（党组书记、部长吴爱英）工作。卢恩光是司法部党组与中央巡视组进行对接的巡视联络组组长。
2016年3月2日，中央第六巡视组进驻司法部。在和卢恩光接触的过程中，巡视组工作人员发现，虽然他在同事中的口碑不错，历次干部满意度测评都位居前列，对巡视组成员更是细致周到，但他的谈吐与其所声称的高学历极不相符，反倒十分擅长拉关系套近乎。作为负责政治工作的领导，他在接受巡视组谈话时从来不谈任何一个干部的缺点，全都是溢美之词。工作人员还发现，卢恩光早年同时担任民办教师、副乡长、乡党委副书记、乡镇企业负责人，认为这种情况有些奇怪，之后过快的升迁速度看上去也十分蹊跷，而他的档案材料首尾衔接紧密，印章和签字俱全，虽有任免文件不规范、字迹可疑的情况，但不足以证明其存在问题。
不久，中央第六巡视组即接到举报反映卢恩光档案造假，驻部纪检组信访台账中也发现类似举报，决定对其进行深入调查。通过与司法部工作人员更加深入的谈话，卢恩光的更多可疑之处浮现出来：他学历可疑，文化程度并不高，连讲话稿都经常念错，靠送钱拉关系升官，亦官亦商，一身江湖习气，还以联络组组长的身份监控谈话情况，很多人不愿或不敢反映他的问题。通过对卢恩光档案的进一步核查，巡视组发现他1990年填报的《入党申请书》里出现了“全国人民在邓小平同志南巡讲话指引下”字样，而邓小平南巡是在1992年，这个纰漏成为查处卢恩光严重违纪问题的突破口，他二十多年花钱买官、弄虚作假的历程逐渐浮出水面。4月30日，本轮巡视结束。5月，巡视组将巡视中发现的卢恩光有关问题一并移交中央纪委，中央纪委根据线索进行了深入调查。6月2日，中央巡视组向司法部党组反馈了巡视意见。司法部党组成立了巡视整改工作领导小组，党组书记、部长吴爱英任领导小组组长，党组成员、副部长赵大程任副组长，其他党组成员任领导小组成员，其中卢恩光兼任领导小组办公室主任。领导小组针对巡视反馈意见进行了集中整改。

### 调查与判刑
2016年12月16日，中央纪委监察部网站发布消息：司法部党组成员、政治部主任卢恩光涉嫌严重违纪，正接受组织调查。他是中共十八大以来司法部第一个落马的省部级“大老虎”。2017年4月27日，北京市朝阳区人大常委会接受卢恩光辞去十四届北京市人大代表职务的请求。5月26日，被处以开除党籍、开除公职处分，并将其违法问题和线索移交司法机关。经查，他的年龄、入党材料、工作经历、学历、家庭情况等全面造假。中央纪委处分通报中首次用到了“金钱开道”、“亦官亦商”等措辞，指其从私营企业主一路以买官的方式晋升为副部级干部，并以手中权力为企业谋取不正当利益，同时也是中共十八大以来首次用到了“撤销其违规获得的荣誉称号”这一处分。同日，北京市人大常委会决定终止其十四届市人大代表资格。6月2日，最高人民检察院依法对卢恩光行贿一案进行立案侦查，卢恩光是中共十八大以来首个单以行贿罪一项罪名被侦查的落马官员。2017年10月，曾经帮助卢恩光升职的司法部原部长、党组书记吴爱英（同时是卢恩光的山东老乡）被开除党籍，降为副局级非领导职务。其他曾收受卢恩光贿赂，为其提供帮助的20多名各级领导干部也相继接受调查。
2018年2月，卢恩光涉嫌行贿、单位行贿一案，经最高人民检察院指定，由河南省人民检察院侦查终结后移送河南省安阳市人民检察院，后者向安阳市中级人民法院提起公诉。4月18日，安阳市中级人民法院公开开庭审理了卢恩光行贿、单位行贿一案。安阳市人民检察院指控：1992年至2016年，被告人卢恩光请托相关国家工作人员，为其入党、提拔、调动等提供帮助，先后多次向有关人员行贿，共计人民币1278万元。1996年至2016年，卢恩光请托相关国家工作人员，为其实际控制的多家企业获取不当利益提供帮助，直接或指使企业工作人员先后多次向相关人员行贿共计折合人民币796.7597万元。故提请以行贿罪、单位行贿罪追究其刑事责任。卢恩光当庭表示认罪悔罪。
《北京日报》旗下自媒体“长安街知事”评论称，卢恩光把投机钻营当做终生事业，足见其心理扭曲、欲壑难填。其连续行贿长达24年，甚至连官至副部级也仍不放松，创下历史之最，甚至比原铁道部部长刘志军的连续受贿25年（1986年—2011年）难度更大。领导干部履历造假虽然屡见不鲜，但像卢恩光一样数十年来在不同领域弄虚作假、违规违纪的却十分罕见。
2018年10月30日，河南省安阳市中级人民法院一审宣判：以行贿罪判处卢恩光有期徒刑11年，并处罚金人民币200万元，以单位行贿罪判处有期徒刑2年，并处罚金人民币100万元，决定执行有期徒刑12年，并处罚金人民币300万元；用于行贿的赃款及其孳息，依法予以没收。

## 家庭
卢恩光有两名兄长：大哥卢方元，二哥卢方立（现任山东省方舟集团公司法人代表）。卢恩光排行第三，因此被好友们称为“三哥”。他在家乡还有几名把兄弟，其中一名称他为“三哥”的把兄弟出生于1960年，由此判断卢恩光公开简历中的1965年出生为造假。
卢恩光共有七名子女，但只填报了两名，其他五名子女均通过假手续落户在其他亲戚家。卢恩光在家不许孩子们叫他爸爸或爹，只能叫姨父之类的称呼，以免说走嘴。